# Grzegorz Gilewski
Grzegorz Gilewski (ur. 24 lutego 1973 w Radomiu) – polski sędzia piłkarski, pierwszoligowy oraz międzynarodowy (licencja FIFA od 2001). Jeden z trzech pierwszych zawodowych sędziów w Polsce. Od 2025 roku właściciel klubu RKS Radomiak Radom.
Reprezentuje Mazowiecki ZPN. Z zawodu jest nauczycielem wychowania fizycznego.
Znalazł się w ekskluzywnym gronie kandydatów do prowadzenia meczów podczas turnieju finałowego mistrzostw świata w 2010 roku. W formie sprawdzianu został wysłany przez FIFA na Mistrzostwa Świata do lat 17 odbywające się na przełomie sierpnia i września 2007 roku w Korei Południowej.
W 2005 oraz 2006 roku sędziował również dwa mecze piłkarskiej Ligi Mistrzów. W sezonie 2007/2008 został wyznaczony do prowadzenia już dwóch spotkań tych najbardziej elitarnych rozgrywek klubowych w Europie.
Przed Gilewskim mecze Ligi Mistrzów sędziowało tylko trzech Polaków: Ryszard Wójcik, Zbigniew Przesmycki oraz Jacek Granat.
Został również nominowany jako „czwarty sędzia” na Mistrzostwa Europy w Piłce Nożnej 2008. Oznacza to, że w przypadku kontuzji sędziego głównego, może prowadzić mecz. Jego podstawowym zadaniem będzie jednak funkcja arbitra technicznego.
Na Euro 2008 był sędzią technicznym w trzech meczach: Turcja-Czechy, Holandia-Francja i Hiszpania-Rosja
W latach 2002–2004 nauczyciel wychowania fizycznego w Publicznym Gimnazjum nr 8 im. Królowej Jadwigi w Radomiu.
9 grudnia 2008 Gilewski został zatrzymany przez CBA. Zatrzymanie ma związek z korupcją w polskiej piłce.

## Mecze sędziowane w Lidze Mistrzów UEFA
| Runda        | Data       | Mecz                                        |           |           |
| ------------ | ---------- | ------------------------------------------- | --------- | --------- |
| Faza Grupowa | 14.09.2005 | Arsenal F.C. – FC Thun 2-1 (0:0)            | 4 (1 + 3) | 1 (1 + 0) |
| Faza Grupowa | 22.11.2006 | Spartak Moskwa – Bayern Monachium 2-2 (1:2) | 2 (2 + 0) | 0         |
| Faza Grupowa | 03.10.2007 | Rosenborg BK – FC Schalke 04 0-2 (0:0)      | 5 (2 + 3) | 0         |
| Faza Grupowa | 11.12.2007 | Chelsea F.C. – Valencia CF 0-0 (0:0)        | 1 (0 + 1) | 0         |
| Faza Grupowa | 21.10.2008 | Steaua Bukareszt – Olympique Lyon 3-5 (3:2) | 2 (1 + 1) | 0         |
| Razem        | –          | 5                                           | 14        | 1         |